# アンプリファイド・ハート
『アンプリファイド・ハート』 (原題 :Amplified Heart ) は、イギリスの音楽バンドであるエヴリシング・バット・ザ・ガールが1994年に発表したアルバムである。

## 概要
このアルバムからは、『ローラーコースター』、『ミッシング (全英3位、全米2位)』の2曲がシングルカットされた。『ミッシング』は、現時点でバンド最大のヒットシングルである。
メンバーのベン・ワットが難病から復帰しての第1作でもある。

## 楽曲
自分たちがそれまでやってきたもののオムニバスのように、良い所を全部1枚のアルバムに収めたいという思いから完成させたアルバムであり、このアルバムでそれまでの自分たちに一区切りをつけた、とメンバーは語っている。
この後のアルバムで、エレクトロニック・ミュージックの要素を積極的に取り入れるようになるも、本作ではパーカッションの一部にプログラミングを使用するにとどまっている。
『12月25日』は、本作ではベンが歌っているが、2012年に発売されたトレイシー・ソーンのクリスマス・アルバム『Tinsel And Lights』のデジタル配信ボーナストラックとして、トレイシーが歌ったヴァージョンが収録されている。

## 収録曲
1. ローラーコースター - Rollercoaster
2. トラブルド・マインド - Troubled Mind
3. アイ・ドント・アンダースタンド・エニシング - I Don't Understand Anything
4. ウォーキング・トゥ・ユー - Walking to You
5. ゲット・ミー - Get Me
6. ミッシング - Missing
7. トゥー・スター - Two Star
8. ウイ・ウォーク・ザ・セイム・ライン - We Walk the Same Line
9. 12月25日 - 25th December
10. ディセンチャンテッド - Disenchanted
11. ミッシング (トッド・テリー・リミックス) - Missing (Todd Terry Remix)
(2007年アメリカ再発盤の追加トラックで、日本盤CDには収録されていない)

## アルバム未収録曲
- ストレイト・バック・トゥ・ユー - Straight Back To You
- ライツ・オブ・テトゥアン - Lights Of Te Touan

上記2曲は、『ローラーコースター』のCDシングルに収録されている。『ライツ・オブ・テトゥアン』は、アイルランド出身のバンドTHE STARS OF HEAVENのカヴァー曲である。